# Paul-Guillaume de Wurtemberg
Paul-Guillaume de Wurtemberg (1797-1860) est un naturaliste et explorateur allemand qui a réalisé plusieurs expéditions en Amérique du nord, en Afrique et en Australie. 

## Biographie
Né le 25 juin 1797 à Carlsruhe-en-Haute-Silésie, il est le plus jeune fils de Eugène-Frédéric de Wurtemberg, et le neveu du roi Frédéric Ier de Wurtemberg.
Formé en vue d'une carrière militaire, il reçoit aussi une formation scientifique.
En 1822 il commence son premier voyage, de Hambourg à La Nouvelle Orléans. 
En 1827 il épousa Marie-Sophie de Tour et Taxis (1800-1870), puis effectue un deuxième voyage en Amérique entre 1929 et 1831.
Il voyage également en Afrique, en Australie et en Tasmanie, et affirme avoir découvert la source du Missouri en 1829.
Il meurt le 25 novembre 1860 à Bad Mergentheim.

## Mariage et descendance
Paul-Guillaume épouse le 17 avril 1827 à Ratisbonne sa cousine au second degré Marie-Sophie de Tour et Taxis, cinquième enfant et la quatrième fille du prince Charles-Alexandre de Tour et Taxis, et de Thérèse de Mecklembourg-Strelitz. Paul-Guillaume et Marie-Sophie ont un fils :
- Maximilien de Wurtemberg (de) (3 septembre 1828 au Schloss Taxis - 28 juillet 1888 à Ratisbonne), marié à la princesse Hermine de Schaumbourg-Lippe (en), fille d'Adolphe Ier de Schaumburg-Lippe et d'Hermine de Waldeck-Pyrmont ;

## Écrits
- Paul von Württemberg: Early Sacramento: glimpses of John Augustus Sutter, the Hok farm, and neighboring Indian tribes, Sacramento: Sacramento Book Collectors Club, 1973 OCLC 3187671 ASIN B000GR0CVO
- Paul von Württemberg: Paul Wilhelm, Duke of Württemberg Travels in North America 1822 -1824, Traduit par W. Robert Nitzke. Ed. Savoie Lottinville Norman. University of Oklahoma Press, 1973 (reprint). The American Exploration and Travel Ser. Vol. 63. ASIN B0006C3UE0